# Marc Stendera
Marc Stendera (ur. 10 grudnia 1995 w Kassel) – niemiecki piłkarz grający na pozycji pomocnika, zawodnik Hannover 96.

## Życiorys
W czasach juniorskich trenował w OSC Vellmar, TSV Heiligenrode i Eintrachcie Frankfurt. W 2012 roku został piłkarzem pierwszego zespołu ostatniego z nich. W Bundeslidze zadebiutował 6 kwietnia 2013 w przegranym 0:1 meczu z Bayernem Monachium. Na boisku pojawił się w 71. minucie, zastępując Marco Russa.
3 września 2019 podpisał kontrakt z niemieckim klubem Hannover 96, umowa do 30 czerwca 2020.

## Statystyki
(aktualne na dzień 22 maja 2019)
| Klub                | Sezon     | Liga       | Liga  | Liga | Puchar krajowy | Puchar krajowy | Rozgrywki europejskie | Rozgrywki europejskie | W sumie | W sumie |
| Klub                | Sezon     | Liga       | Mecze | Gole | Mecze          | Gole           | Mecze                 | Gole                  | Mecze   | Gole    |
| ------------------- | --------- | ---------- | ----- | ---- | -------------- | -------------- | --------------------- | --------------------- | ------- | ------- |
| Eintracht Frankfurt | 2012/2013 | Bundesliga | 5     | 0    | 0              | 0              | –                     | –                     | 5       | 0       |
| Eintracht Frankfurt | 2013/2014 | Bundesliga | 5     | 0    | 0              | 0              | –                     | –                     | 5       | 0       |
| Eintracht Frankfurt | 2014/2015 | Bundesliga | 26    | 3    | 1              | 0              | –                     | –                     | 27      | 3       |
| Eintracht Frankfurt | 2015/2016 | Bundesliga | 26    | 2    | 2              | 0              | –                     | –                     | 28      | 2       |
| Eintracht Frankfurt | 2016/2017 | Bundesliga | 2     | 0    | 0              | 0              | –                     | –                     | 2       | 0       |
| Eintracht Frankfurt | 2017/2018 | Bundesliga | 7     | 0    | 2              | 0              | –                     | –                     | 9       | 0       |
| Eintracht Frankfurt | 2018/2019 | Bundesliga | 7     | 0    | 0              | 0              | 4                     | 0                     | 11      | 0       |
| W sumie             | W sumie   | W sumie    | 78    | 5    | 5              | 0              | 4                     | 0                     | 87      | 5       |

## Sukcesy

### Klubowe
Eintracht Frankfurt
- Uczestnik Ligi Europy: 2013
- Finalista Pucharu Niemiec: 2016/17
- Zdobywca Pucharu Niemiec: 2017/18

### Reprezentacyjne
Niemcy U-17
- Wicemistrz Europy U-17: 2012

Niemcy U-19
- Mistrz Europy U-19: 2014